# Укийо-е
Укийо-е (на японски: 浮世絵 – „картини на плаващия свят“) е жанр на отпечатъци върху дървено клише и живопис, възникнали около XVII и XIX век в Япония.
Били са насочени главно към проспериращата търговска класа през периода Едо (1603 – 1867). Сред популярните теми са изображенията на красиви жени, кабуки актьори и сумо борци, сцени от историята и фолклора, пейзажи, флора и фауна и еротика.
Едо (модерен Токио) става седалище на правителството на военната диктатура през ранния XVII век. Търговската класа на дъното на социалната йерархия получават най-големите бенефициенти от бързия икономически растеж на града. Много се отдават на забавленията на кабуки театъра, куртизанките (ойран) и гейшите. Понятието ukiyo („плаващ свят“) се използва за описването на този хедонистичен начин на живот. Принтирани или нарисувани „укийо-е“ картини на природата се появяват през късния XVII век; популярни са били сред търговците, които са били достатъчни богати, за да си позволят лукса да украсят дома си с подобни творби.
Най-ранният успех е през 1670-те с картините и монохромните разпечатки на красиви жени на художника Хисикава Моронобу. Цветните разпечатки идват постепенно – първо се правят на ръка само на специални места. До 1740-те години художниците вече използвали разни видове дървени блокчета, за да разпечатат цветни части. Върхът по отношение на количеството и качеството е отбелязано от портрети на красавици и актьори от майстори като Кийонага, Утамаро и Шараку през късния XVIII век. Този връх в изкуството е последван в XIX век от двойка майстори, запомнени най-вече с техните пейзажи: Кацушика Хокусай, чиято „Велика вълна в Канагава“ е сред най-запомнящите се творби в японското изкуство, и Андо Хирошиге, най-известен със серията „Петдесет и три станции по пътя на Токайдо“. След смъртта на тези 2 майстори производството на укийо-е претърпява рязък спад.
Някои укийо-е художници специализират в рисуването, но повечето творби са били разпечатки. Художниците рядко дълбаели своите дървени блокчета за разпечатване; по-скоро продукцията е била разделена между художника, който проектирал разпечатките, резбаря, който обработвал блокчетата, печатаря, който напоявал работата с мастило и притискал дървеното блокче върху ръчно изработената хартия, и издателя, който финансирал, подпомагал и разпространявал творбите. Тъй като разпечатването се правело на ръка, печатарите са били способни да придават ефекти, недостижими с машините, например смесване на цветовете върху блокчето.
Укийо-е е с важно значение при възприемането на японското изкуство от Запада. От 1870-те години японизмът има силно влияние върху импресионисти като Дега, Мане, Моне, на постимпресионисти като Ван Гог, както и на модернисти като Тулуз-Лотрек.

## История
Японското изкуство от Хейанския период (794 – 1185) следва 2 основни посоки: традиционалистката Ямато-е традиция с акцент върху японски теми и кара-е в най-различни стилове.
Още от Древността японското изкуство намира своите покровители в аристокрацията, военните правителства и религиозните власти. До XVI век животът на обикновените хора не е бил основен предмет в творбите, а дори когато са включвани, са били луксозни стоки, направени за управляващите самураи и богатите търговци. По-късните творби се появяват от и за селяни, включващи евтини, монохромни картини на красиви жени, сцени от театъра и други развлечения.